# Гибискус
Гиби́скус (лат. Hibiscus) — обширный род растений семейства Мальвовые (Malvaceae). Дикие и окультуренные растения. В основном кустарники и деревья. Встречаются также многолетние и однолетние травы.

## Распространение
Распространены в Старом и Новом Свете, в субтропиках и тропиках. Разводятся садоводами в резко континентальном климате.
Ввезён в Европу в 1739 году и в дальнейшем получил распространение как декоративное комнатное растение. На территории СНГ встречается 2 вида:

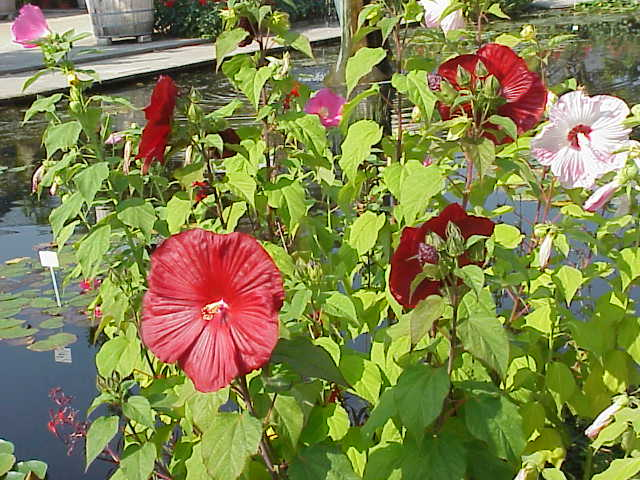
Гибискус болотный

- Гибискус сирийский (Hibiscus syriacus L.) — в юго-восточном районе Закавказья:
- Гибискус тройчатый, или северный (Hibiscus trionum L.) [syn.  Hibiscus ternatus Cav.] — распространённый на Дальнем Востоке России, юге Украины, и распространяющийся дальше до Западной Европы. В умеренном поясе на открытом воздухе он приживается только в местностях с самыми слабыми зимами, например, на южном берегу Крыма. В южной Германии они не особенно хорошо выносят местный климат. Также не особенно хорошо, но достаточно для вызревания семян, эти растения растут на юго-востоке Казахстана.

Самый распространённый вид — Гибискус болотный (Hibiscus moscheutos) с большими цветами, шириной до 12 см, розовыми, с пурпурными или карминовыми пятнами при основании венчика.

## Ботаническое описание
Жизненные формы — деревья, кустарники, многолетние и однолетние травы. Расположение побегов в пространстве: прямостоящие. Стебли и листья имеют опушение. Листья изрезанные, черешчатые. Листорасположение очерёдное. Цветки актиноморфные (правильные, пятичленные), у большинства видов крупные, изящные, с ярко окрашенными венчиками. Плод — коробочка, распадающаяся на 5 створок, заключает в себе опушённые или гладкие семена . Корневая система стержневая.

## Применение
Из сушёных прицветников розеллы (Hibiscus sabdariffa) готовят напиток каркаде.
Многие гибискусы давно разводятся в садах и оранжереях как декоративные растения, дающие красивые живые изгороди, и ради изящества их цветов. Является привлекательным комнатным растением. Требует тепло, много света и пространства. При правильной обрезке и поливке может цвести круглый год.
Самый распространённый у нас в комнатной и оранжерейной культуре вид — так называемая китайская роза (Hibiscus  rosa-sinensis). Это кустарник с цветами различных цветов (часто — красные), как простые, так и махровые, родиной которого считают Малайский архипелаг. В тропиках разводится повсюду в садах. В последние 15—20 лет выведено огромное количество сортов гибискуса вида «Rosa chinensis» разнообразной формы и сочетания цветов. При опылении использовались гибискусы нескольких других
видов.
Hibiscus moscheutos, травянистый многолетний вид, который весьма распространён в субтропическом (и более южном) климате. В последние годы всё шире используется в садах более северных районов. Уже есть примеры успешного выращивания некоторых сортов в Подмосковье и Ленинградской области.
Кроме названных, известно ещё несколько десятков видов и сортов, которые используются не только как декоративные растения. Например, Гибискус коноплёвый, или Кенаф (Hibiscus cannabinus), даёт отличный прядильный материал, для чего и разводится во многих тропических странах.
В восточных странах считают гибискус талисманом, который помогает в делах, является хранителем дома, даёт своим хозяевам дополнительную энергию и устраняет депрессию.
|                                                                                         |  |  |
| Суданская роза с ярко-красными цветками; Китайская роза с красными и с жёлтыми цветками |  |  |

## Таксономия
Hibiscus L., 1753 Sp. Pl. 2: 693.

### Синонимы
- Bombycidendron Zoll. & Moritzi
- Bombycodendron Hassk., orth. var.
- Brockmania W.Fitzg.
- Pariti Adans.
- Wilhelminia Hochr.

### Виды
По информации базы данных The Plant List, род включает 241 вид. Некоторые из них:
- Hibiscus cannabinus L. — Гибискус коноплёвый, или Кенаф
- Hibiscus mutabilis L. — Гибискус изменчивый
- Hibiscus rosa-sinensis L. — Гибискус китайский, или Китайская роза
- Hibiscus sabdariffa L. — Розелла, или Гибискус сабдарифа, или Суданская роза
- Hibiscus syriacus L. typus[1] — Гибискус сирийский
- Hibiscus trionum L. — Гибискус тройчатый
- Hibissus yellow R. — Гибискус желтый[6]

Некоторые виды, ранее относимые к гибискусам, ныне отнесены в другие рода, например Abelmoschus esculentus (L.) Moench до 1794 года описывался как Hibiscus esculentus и упоминание этого вида среди гибискусов может рассматриваться только как грубая ботаническая ошибка.